# 岡山県立岡山一宮高等学校
岡山県立岡山一宮高等学校（おかやまけんりつ おかやまいちのみやこうとうがっこう）は、岡山県岡山市北区楢津にある県立高等学校。
いわゆる岡山五校の一つ。略称は「一宮」、「一高」、「岡山一宮」。スーパーサイエンスハイスクール。ユネスコスクール加盟校。

## 概要
校名は、所在地が旧御津郡一宮町であることによる。学校祭は「銀杏祭」（いちょうさい）、生徒会館は「公孫樹会館」（いちょうかいかん）と呼ぶ。
開校以来普通科のみだったが、岡山五校の総合選抜制度が廃止された1999年（平成11年）に、全県学区制の理数科2学級を新設。2000年（平成12年）に実験実習室を設けた。2002年度（平成14年度）から2004年度（平成16年度）まで文部科学省のスーパーサイエンスハイスクール指定を受け、2009年度（平成21年度）から再指定を受けた。
2011年度（平成23年度）にはスーパーサイエンスハイスクールの中でも中核を担う学校に指定されるコアSSHに指定された。
学生服は令和５年度から新しいデザインのものになっている。

### 沿革
- 1978年（昭和53年）
  - 3月18日 - 岡山県議会で新設高校の用地取得費・造成費等関係予算を議決
  - 10月3日 - 予定地を岡山市楢津地内と内定
- 1979年（昭和54年）
  - 4月1日 - 岡山県新設高等学校開校準備事務局を県立岡山大安寺高等学校内に設置
  - 8月11日 - 校舎建設第1期工事定礎
  - 9月8日 - 入学者選抜方式を岡山朝日、岡山操山、岡山大安寺、岡山芳泉を含む5校の総合選抜と決定
  - 11月24日 - 校名を岡山県立岡山一宮高等学校と内定
- 1980年（昭和55年）
  - 1月1日 - 岡山県立高等学校設置条例の改正施行（1979年12月20日議決)により岡山県立岡山一宮高等学校を設置
  - 3月31日 - 校舎建設第1期工事完成
  - 4月8日 - 第1回入学式を挙行
  - 5月10日 - 開校記念式を挙行
  - 9月21日 - 校舎建設第2期工事定礎
- 1981年（昭和56年）
  - 3月31日 - 校舎建設第2期工事完成
  - 10月1日 - 校舎建設第3期工事定礎
- 1982年（昭和57年）
  - 3月31日 - 校舎建設第2期工事完成
  - 5月6日 - 校舎落成記念式典挙行
- 1983年（昭和58年）
  - 3月10日 - 同窓会発会式挙行
  - 3月11日 - 第1回卒業証書授与式挙行
- 1989年（平成元年）11月2日 - 創立10周年記念式典挙行
- 1994年（平成６年）8月31日 - 公孫樹会館（生徒会館）完成
- 1998年（平成10年）6月24日 - 学校記念モニュメント完成
- 1999年 （平成11年）
  - 4月1日 - 岡山五校の総合選抜制度が廃止され、全県学区制の理数科2学級を新設
  - 11日17日 - 創立20周年記念式典挙行
- 2000年 （平成12年）3月30日 - 実験実習室を設置
- 2002年 （平成14年）5月23日 - 文部科学省のスーパーサイエンスハイスクール指定を受ける（平成16年度まで）
- 2004年（平成16年）6月18日 - 普通教室冷暖房設備完備
- 2005年（平成17年）4月1日 - スーパーサイエンスハイスクール指定の2年間延長が決定（平成18年度まで）
- 2009年 （平成21年）
  - 4月1日 - 文部科学省のスーパーサイエンスハイスクール再指定（2期目・平成25年度まで）
  - 11月18日 - 創立30周年記念式典挙行
- 2010年（平成22年）7月9日 - ユネスコ協会によるユネスコスクールに認定
- 2011年 （平成23年）
  - 4月8日 - スーパーサイエンスハイスクールの中でも中核を担う学校に指定されるコアSSHに指定される（本年度のみ）
  - 12月21日 - 大韓民国の慶南科学技術高等学校と交流協定を締結
- 2014年 （平成26年）4月1日 - スーパーサイエンスハイスクール再指定（3期目・平成30年度まで）
- 2019年
  - 4月1日（平成31年） - スーパーサイエンスハイスクール再指定（4期目・令和4年度まで）
  - 11月8日（令和元年） - 野球部が第92回選抜高校野球大会の21世紀枠の県推薦校に選出。[1]（中国ブロック代表選考にて落選）
  - 11月8日（令和元年） - 創立40周年記念式典挙行

- 2020年 （令和2年）
  - 4月1日 - 少子化による入学希望者減少に対応するため、令和2年度普通科入学者の定員を40名削減（定員240名。理数科80名を含み1学年320名）[2]　
  - 8月28日 - 令和2年度スーパーサイエンスハイスクール生徒研究発表会（文部科学省・国立研究開発法人科学技術振興機構(JST)共催）において3年生研究班が国立研究開発法人科学技術振興機構理事長賞（2位相当）を受賞し同校が表彰校となる。[3]

### 設置課程・学科
- 全日制課程 普通科
- 全日制課程 理数科
- 大学浪人生対象に大学受験指導を行う補習科が開講されている。

### 校章
２枚のイチョウ（公孫樹・銀杏）の葉を左右に組み合わせ、その中央に「高」の字を配している。
「校章に込められた願い」は、以下の通りである。
1. イチョウは生命力が極めて旺盛であり、また末広がりの個性的な葉が秋には黄金色に染まって美しい。これを本校生徒の人格形成の象徴とした。
2. イチョウは植物の系統を知るうえで極めて貴重な存在であり真理探究の象徴とした。
3. イチョウは日本的風景を構成する代表的植物の一つであり、郷土愛と奉仕精神の象徴とした。

### 校歌
作詞は酒井達、作曲は中野啓子による。歌詞は3番まであり、それぞれ「新しき時代を開きゆく」、「誇りある使命を築きゆく」、「自由なる世界へ進みゆく」で終わる。

### 歴代学校長
歴代の校長は下記のとおりである。
|        | 氏名       | 時期               |
| ------ | ---------- | ------------------ |
| 初代   | 山﨑尚士   | 昭和55年〜昭和58年 |
| 第2代  | 森安静雄   | 昭和58年〜昭和61年 |
| 第3代  | 西田譲     | 昭和61年〜昭和63年 |
| 第4代  | 杉山定雄   | 昭和63年〜平成3年  |
| 第5代  | 柾木繁男   | 平成3年〜平成7年   |
| 第6代  | 宇根廣     | 平成7年〜平成9年   |
| 第7代  | 岸田崇     | 平成9年〜平成12年  |
| 第8代  | 成広淳太郎 | 平成12年〜平成14年 |
| 第9代  | 柴部廉     | 平成14年〜平成19年 |
| 第10代 | 神原文晶   | 平成19年〜平成22年 |
| 第11代 | 新井和夫   | 平成22年〜平成25年 |
| 第12代 | 中山広文   | 平成25年〜平成27年 |
| 第13代 | 赤木隆     | 平成27年〜令和2年  |
| 第14代 | 梅田和男   | 令和2年〜令和5年   |
| 第15代 | 甲本龍平   | 令和5年〜          |

## 基礎データ

### 所在地
- 岡山県岡山市北区楢津221

### 交通アクセス
- 中鉄バス:楢津口（一宮高口）

## 学校行事
- 入学式
- 対面式・おいでな祭
- 校内球技大会
- 社会貢献活動([前]でかけな祭)（3年生）

→[県内の中山間地域]
- 修学旅行(2年生)
- 理数科夏季宿泊研修(1年生)
- 学習合宿(1年生希望者)
- 銀杏祭
  - 文化の部
  - 体育の部
- 社会貢献活動([前]でかけな祭)（1・2年生）

→[地区の小学校や老人ホームなど]
- 百人一首大会（1年生）
- 武道ダンス大会（1年生）
- 卒業式
- 銀杏コンサート（吹奏楽部）

## 有名な卒業生

### 文化・芸能
- 小山田真 - ハリウッド俳優・プロデューサー
- 西靖 - 毎日放送アナウンサー
- 長野正実 - 広島テレビ放送アナウンサー
- 小林章子 - 山陽放送（RSK）アナウンサー
- 小倉恵美 - テレビせとうち（TSC)リポーター・記者
- 岡田雄磨 - モデル・パーソナルトレーナー
- 桜井日奈子 - 女優

### 政治・行政
- 吉田謙介 - ラトビア全権特命大使
- 平沼正二郎-衆議院議員(自由民主党)